# 斜面

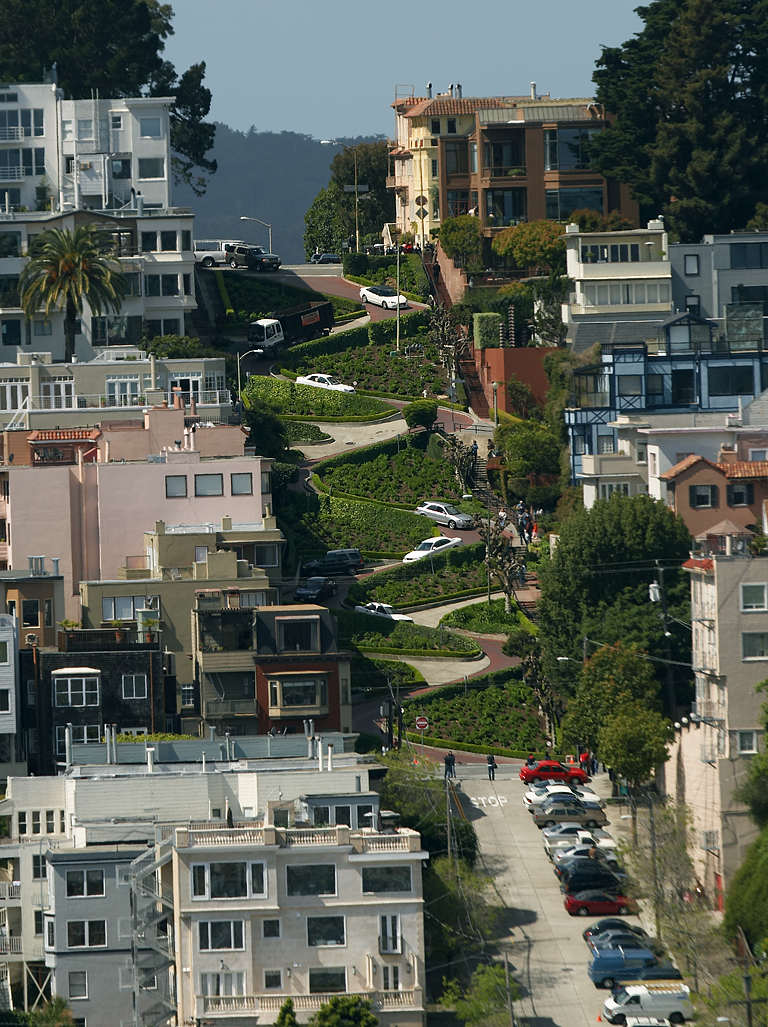
應用斜面原理，彎曲迂迴的盤山路，使得行駛於其中的車輛可以安全緩慢地滾動下山。

斜面（inclined plane, ramp）是一種傾斜的平板，能夠將物體以相对较小的力從低處提升至高處，但提升這物體的路徑長度也會增加。斜面是古代希臘人提出的六種簡單機械之中的一種。假若斜面的斜率越小，即斜面與水平面之間的夾角越小，则需施加於物體的作用力會越小，但移動距離也越長；反之亦然。假設移動負載不會造成能量的儲存或耗散，則斜面的機械利益是其長度與提升高度的比率。
在日常生活中，時常會使用到斜面。行駛車輛的坡道是一种常见的斜面；卡车装载大型货物时，常會在车尾斜搭一块木板，将货物从木板上往上推，所應用的也是斜面的理論。

## 斜面的衍生機械

### 斜板
使用可移動式斜板，可以輕易地將貨物裝上或卸下密斗貨車。滑梯是兒童遊樂場常見的設施。靠著用滑梯堅硬表面的法向力抵抗重力，工業滑梯可以將易損壞物體（包括人體在內）安全快速地從高處滑下至低處。民用飛機的充气逃生滑梯能夠允许乘客從飛機出口緊急撤離滑下至地面。

### 螺旋
螺旋是圍繞著圓柱的斜面形成的簡單機械。阿基米德螺旋機是古希臘哲學家阿基米德的許多發明與發現之一。從那時起，人們時常會使用阿基米德螺旋機來搬動很多不同種類的物質，像水、礦物、穀物等等。

### 楔子
楔子是兩個背靠背的斜面組成的簡單機械。楔子可以用來將物件分開，其操作原理主要是將作用于楔子向下的力轉變為對物件水平的力，而这两个力几乎垂直。常見應用楔子原理的工具包括斧頭。

### 單擺

單擺擺錘的運動軌跡是一個對稱朝上的圓弧。

單擺是由一條繩子與一個擺錘組成的實驗儀器，其擺錘的運動軌跡是一個對稱朝上的圓弧。這圓弧可以分割為很多小圓弧，每兩個相鄰的小圓弧最多只相交於一個端點。連接每個小圓弧的兩個端點之間的線段稱為弦。每個弦都可以視為斜面。令增加分割的數量至無限多，每一個小圓弧的弧長趨向為無窮小的極限，所得到無限多小圓弧的對應斜面會組成原本的圓弧。所以，在任意時間，單擺的擺錘可以想像為移動於某特定斜率的斜面。:134-136, 140-141

## 機械效率

處於斜面的物體的受力圖：是垂直於斜面的法向力，是物體的重量，是施加於物體的拉力。是斜面與地面之間夾角的角弧。

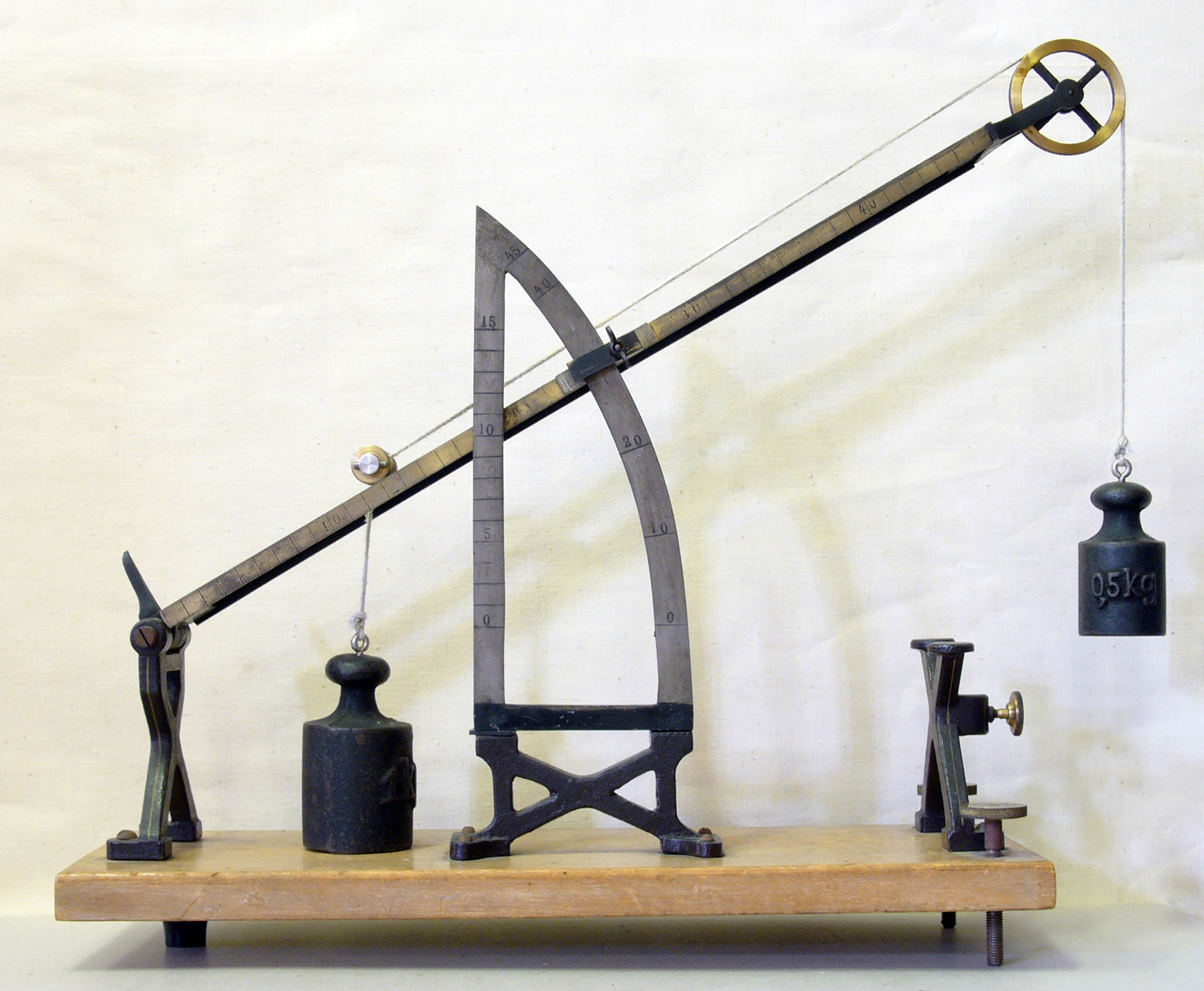
斜面實驗儀器。

斜面的機械效率是負載重量與拉力的比率。假若移動負載不會造成能量的儲存或耗散，則機械效率可以從斜面的大小尺寸獲得。
設定處於斜面的物體A的坐標{\displaystyle \mathbf {r} _{A}}為
{\displaystyle \mathbf {r} _{A}=R(\cos \theta ,\sin \theta )}；
其中，{\displaystyle R}是物體A離地面的斜向距離，{\displaystyle \theta }是斜面與地面之間夾角的角弧。
物體A的速度{\displaystyle \mathbf {v} _{A}}為
{\displaystyle \mathbf {v} _{A}=v_{A}(\cos \theta ,\sin \theta ).}
其中，{\displaystyle v_{A}}是速率。
移動負載所使用的輸入功率{\displaystyle P_{\mathrm {in} }}為
{\displaystyle P_{\mathrm {in} }=fv_{A}}；
其中，{\displaystyle f}是施加於物體的拉力。
輸出功率{\displaystyle P_{\mathrm {out} }}為負載的垂直提升
{\displaystyle P_{\mathrm {out} }=\mathbf {W} \cdot \mathbf {v} _{A}=(0,W)\cdot v_{A}(\cos \theta ,\sin \theta )=Wv_{A}\sin \theta }；
其中，{\displaystyle \mathbf {W} }為負載的重量。
由於能量守恆，輸入功率等於輸出功率，所以，機械效率{\displaystyle MA}為
{\displaystyle MA={\frac {W}{f}}={\frac {1}{\sin \theta }}}。
注意到斜面的夾角與斜面高度{\displaystyle H}、長度{\displaystyle L}之間的關係：
{\displaystyle \sin \theta ={\frac {H}{L}}}，
所以，機械效率{\displaystyle MA}為斜面長度與高度的比率：
{\displaystyle MA={\frac {W}{f}}={\frac {L}{H}}}。
例如，假設斜面的高度為1公尺，長度為5公尺，則機械效率為
{\displaystyle MA={\frac {W}{F}}=5}。

## 歷史
在中國的戰國時期，墨子所著作的《墨子》一書中，也有叙述斜面與其省力的原理。
斜面是古希臘人提出的六種簡單機械之中的一種。亞歷山卓的帕普斯（290年－350年）在著作《數學彙編》（《Mathematical Collection》），第八卷裏嘗試解析斜面的重物平衡問題。他似乎是古希臘唯一做這類研究的幾何學者。雖然他的方法並不正確，但給予後來的學者極大的啟發。歐洲物理學者尼摩的約但努斯傳授的一位無名氏學生於十三世紀撰寫了著作《約但努斯論述重量理論之書》（《Jordanus's Book on the Theory of Weight》）。這本書後來印版發行於1565年。在這本書裏，應用約但努斯原創的「位形重力」（positional gravity, ）概念，首先給出了正確解答。1608年，西蒙·斯特芬發表著作《數學紀要》（《Mathematical Collection》），對於這問題給出正確與精彩的解析，稍後會有更詳細敘述。伽利略·伽利萊也花了很多時間，找出問題錯誤所在，並且用不同方法給出正確答案。

### 斜面原理

斯特芬證明斜面原理的繪圖。

斜面原理表明，給定斜面高度，則在斜面上的物體，其重量的影響與斜面長度成反比。:364-368
如右圖所示，三稜柱ABC的底面AC與水平面相平行，兩個斜面AB、BC的長度比率為2：1，懸掛於三稜柱的鍊子，其串連的14粒圓珠的大小、重量都相同，所有鄰近圓珠之間的距離都一樣。假設在斜面BC上有2粒圓珠E、F，則在斜面AB上有4粒圓珠P、Q、R、D。斯特芬推導出，對於在兩個斜面AB、BC上的重物，達成靜力平衡的條件。
由於對稱性，在底面AC下方的8粒圓珠，對於鍊子在S、V兩點的影響相同。所以，假若在斜面AB上的4粒圓珠的影響大於在斜面BC上的2粒圓珠的影響，則鍊子會朝著滑下斜面AB的方向（逆時鐘方向）轉動；假若小於，則會朝著滑下斜面BC的方向（順時鐘方向）轉動。這樣，會產生永恆運動，鍊子會不停地朝某方向轉動。但斯特芬認為，這是荒謬無比、絕對不可能發生的現象，因此，這鍊子必定呈靜止狀態。由於對稱性，即使將鍊子在S、V兩點剪斷，除去底面AC下方的8粒圓珠，也不會改變剩餘的鍊子的靜止狀態。所以，在兩個斜面AB、BC上的重物，其重量與斜面長度成反比，才可達成靜力平衡。
以此類推，給定斜面高度，則在斜面上的物體，其重量的影響與斜面長度成反比。

## 外部連結
- 中國古代機械工程網頁：斜面與螺旋 （页面存档备份，存于）。
- 互動的電腦模擬網頁：斜面 （页面存档备份，存于）